# Billinge and Winstanley

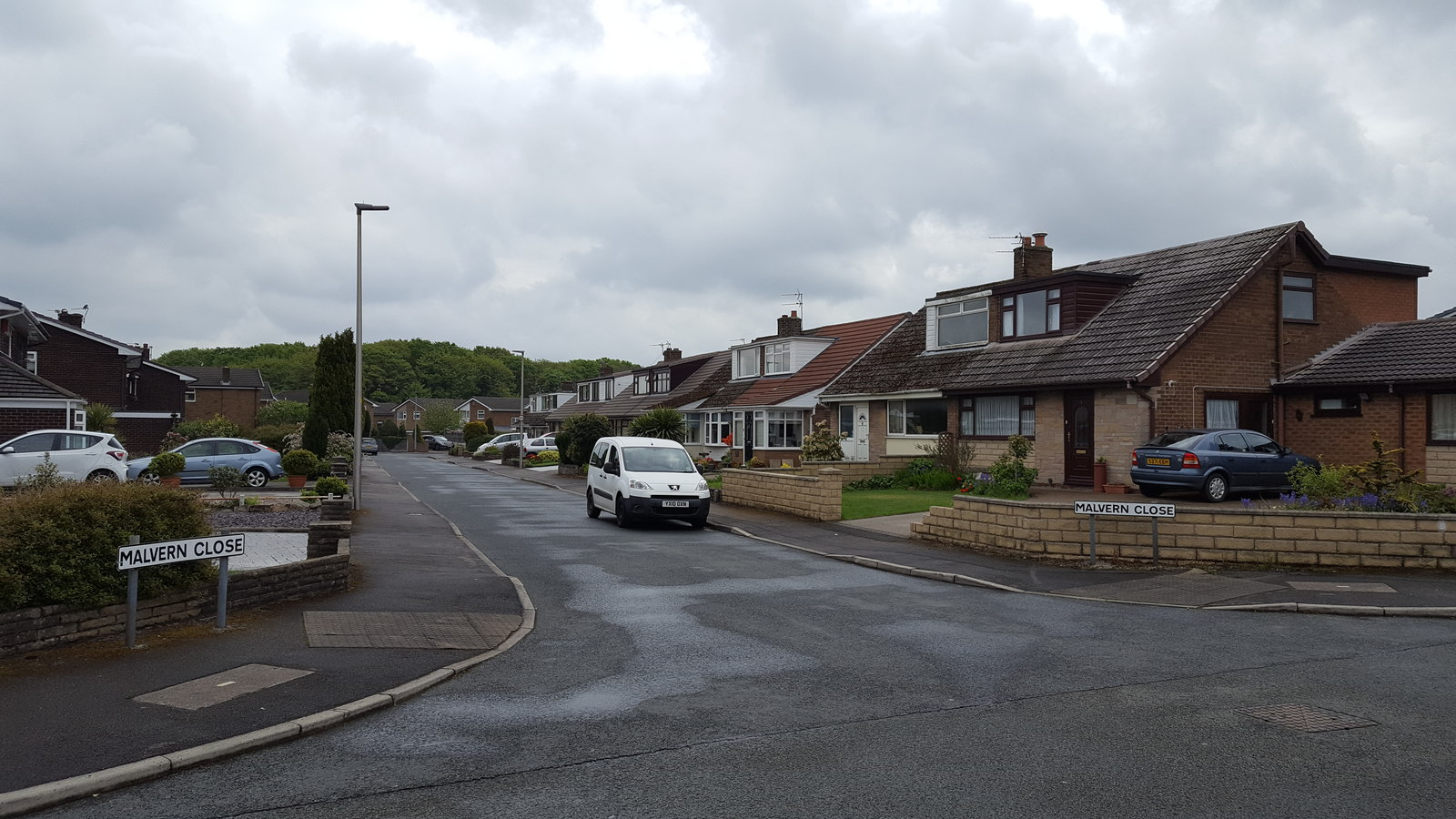
Winstanley

Billinge and Winstanley var en civil parish från 1924 till 1974, i grevskapet Lancashire (nu Greater Manchester och Merseyside), i England. Denna civil parish var belägen 30 km från Manchester och hade 6 945 invånare år 1961. Billinge/Billinge and Winstanley var ett distrikt från 1894 till 1974 då den blev en del av Wigan och St. Helens.